# Szimat naplója
A Szimat naplója (eredeti cím: Dog Man) 2025-ben bemutatott amerikai 3D-s számítógépes animációs filmvígjáték, amelyet Peter Hastings rendezett, Dav Pilkey azonos című regénye alapján. A 2017-ben bemutatott Alsógatyás kapitány: Az első nagyon nagy film című film spin-offja.
A filmet Amerikában 2025. január 31-én a Universal Pictures, míg Magyarországon 20 nappal később a UIP-Dunafilm forgalmazásában, február 20-án mutatták be a mozikban.

## Cselekmény
Amikor egy Knight nevű ember rendőr és kutyája, Greg, együtt megsérülnek egy bevetés során, egy életmentő műtét örökre megváltoztatja a történelem menetét: megszületik Szimat. Szimat a törvényt védelmezve és szolgálva üldözi a macskaszerű Petey-t, ám a kis Li'l Petey váratlan megjelenése teljesen megváltoztatja a kettejük dinamikáját.

## Szereplők
| Szereplő        | Eredeti hang       | Magyar hang      | Leírás |
| --------------- | ------------------ | ---------------- | --- |
| Szimat          | Peter Hastings     | Eredeti hang     | Egy kutya és egy rendőrtiszt hibridje, aki egy orvosi beavatkozás eredményeként jött létre, amikor a sérült Knight tisztet és kutyáját, Greget egyesítették. |
| Greg            | Peter Hastings     | Eredeti hang     | Knight tiszt kutyája, akinek a fejét felhasználják Szimat megalkotásához.                                                                                    |
| Petey           | Pete Davidson      | Schruff Milán    | Gyors észjárású, arrogáns narancssárga macska, aki Szimat ősellensége, és önmagát a "világ leggonoszabb macskájának" tartja.                                 |
| Kicsi Petey     | Lucas Hopkins      | Mohácsi Levente  | Jószívű kiscica, Petey klónja, Szimat segítőtársa. |
| Főnök           | Lil Rel Howery     | Csőre Gábor      | A rendőrőrs hirtelen haragú rendőrfőnöke, ahol Szimat dolgozik                                                                                               |
| Sarah Hatoff    | Isla Fisher        | Ágoston Katalin  | Híradós tudósító. |
| Seamus          | Billy Boyd         | Szakács Tibor    | Sarah operatőre. |
| Flippy          | Ricky Gervais      | Görög László     | Hal, aki telekinézissel rendelkezik. |
| Nagypapa        | Stephen Root       | Borbiczki Ferenc | Petey apja. |
| Butler          | Poppy Liu          | Szilágyi Csenge  | Petey asszisztense. |
| Polgármester    | Cheri Oteri        | Sági Tímea       | OK City polgármestere, aki gyakran leszidja Főnököt és Szimatot a rendőri munkájuk miatt.                                                                    |
| Ingatlanos      | Melissa Villaseñor | Závodszky Noémi  | Ingatlanügynök, aki eladja Knight rendőr házát a halála után.                                                                                                |
| George Beard    | Nem beszél         | Nem beszél       | Negyedik osztályos diák, Harold legjobb barátja. |
| Harold Hutchins | Kelly Stables      | Endrődy Regő     | Negyedik osztályos diák, George legjobb barátja. |

### Magyar változat
- Magyar szöveg: Blahut Viktor
- Felvevő hangmérnök: Középen Péter
- Vágó: Kajdácsi Brigitta
- Gyártásvezető: Kincses Tamás
- Szinkronrendező: Dóczi Orsolya
- Produkciós vezető: Hagen Péter

A szinkront a Mafilm Audio Kft. készítette.

## A film készítése
2020. december 9-én a DreamWorks Animation bejelentette, hogy fejlesztés alatt áll egy film, amely az Alsógatyás kapitány spin-off grafikus regénysorozata, a Szimat naplója alapján készül. A rendező Peter Hastings lesz, aki korábban már dolgozott Dav Pilkey művein.  2024. január 29-én, a megjelenési dátum bejelentésével a DreamWorks bejelentette, hogy Karen Foster lesz a producer.
2024. szeptember 17-én, az első előzetes megjelenésével Pete Davidson, Lil Rel Howery, Isla Fisher, Poppy Liu, Stephen Root, Billy Boyd és Ricky Gervais nevei kerültek nyilvánosságra, mint a film hangját adó színészek.